# Oro Diablo
Oro Diablo es una película venezolana-española de 2000 dirigida por José Ramón Novoa. Está protagonizada por Rocío Miranda, Laureano Olivares, Armando Gota, Pedro Lander, Alberto Rowinsky y José Gregorio Rivas. La película se estrenó el 13 de junio de 2000 en Venezuela. Fue escogida por Venezuela para representar al país en los premios Óscar en la categoría de mejor película extranjera, pero no fue seleccionada entre las cinco nominadas.

## Sinopsis
A un pequeño pueblo minero llamado El Payapal, muy cerca de El Dorado, llega el camión del cine. Mientras todos están viendo una película, un hombre llamado Cae (Laureano Olivares) intenta abrir la caja fuerte del hotel, donde se guarda el oro de los mineros, pero es sorprendidos por un aldeano (Armando Gota). Uno de los atracadores (Pedro Lander) le dispara y huye, llevándose el botín. 

## Reparto
- Rocío Miranda – Isabel
- Laureano Olivares – Cae
- Armando Gota – Gallego
- Pedro Lander – Aroldo
- Alberto Rowinsky – Fellini
- José Gregorio Rivas – Chema
- Roberto Hernández - Muligan

## Nominaciones
El filme fue seleccionado oficialmente para participar por Venezuela en la categoría de mejor película en habla no inglesa de los Premios Oscar de 2001. y además fue seleccionado en el Festival Internacional de Cine de Cartagena de 2001 como candidato al Premio India Catalina de Oro a la mejor película.